# Nigranitida costata
Nigranitida costata är en tvåvingeart som först beskrevs av Wulp 1888.  Nigranitida costata ingår i släktet Nigranitida och familjen stilettflugor. Inga underarter finns listade i Catalogue of Life.